# Katrina Elam
Katrina Ruth Elam (Bray, 12 dicembre 1983) è una cantautrice e attrice statunitense.

## Biografia
L'album di debutto eponimo di Katrina Elam è stato pubblicato nel 2004 ed è entrato nella Top Country Albums statunitense alla 42ª posizione. È stato promosso dal singolo No End in Sight, piazzatosi alla numero 29 della Hot Country Songs, e da un tour con Keith Urban. In seguito è partita in tour con i Rascal Flatts per promuovere un secondo disco, che tuttavia è stato accantonato. Nel 2011 è protagonista del film Pure Country: Il dono, per il quale ha registrato una colonna sonora.
Ha inoltre scritto brani per artisti come Carrie Underwood, Danielle Bradbery e Hunter Hayes.

## Discografia

### Album in studio
- 2004 – Katrina Elam

### Colonne sonore
- 2011 – Pure Country 2: The Gift

### Singoli
- 2004 – No End in Sight
- 2005 – I Want a Cowboy
- 2006 – Love Is
- 2007 – Flat on the Floor
- 2010 – Dream Big

## Filmografia
- Pure Country: Il dono (Pure Country 2: The Gift), regia di Christopher Cain (2010)